# Freak folk
Freak folk (también conocido como Avant-folk) es un género musical y subgénero musical del folk originado después de los años 60 en Estados Unidos y más tarde llegó a expandirse alrededor del continente Europeo y en el mundo. Se caracteriza muchas veces por ser a la equivalencia del folk psicodélico y del folk rock e inconfundiblemente a veces se caracteriza también con el indie folk pero este yace siendo más de la música de vanguardia (más conocido como avant-garde y de la música psicodélica definiéndolo como freak folk, muchas veces se caracteriza a menudo con sonidos poco comunes, temas líricos y estilos vocales caracterizándolo más al folk. Los grupos más representativos del género son: CocoRosie, Vetiver, Animal Collective, The Dodos, y el venezolano-estadounidense Devendra Banhart.

## Artistas principales del freak folk
- Akron / Family
- Andrew Neil
- Angels of Light
- Animal Collective
- Birdengine
- Bowerbirds
- Brian Smith
- Cerberus Shoal
- CocoRosie
- Comus
- The Decemberists
- Devendra Banhart
- Dirty Projectors
- The Dodos
- Erika M. Anderson
- Exuma
- Faun Fables
- Futurebirds
- Greg Weeks
- Grizzly Bear
- Hop Along
- Joanna Newsom
- Larkin Grimm
- Rio en Medio
- Tune-Yards
- Vetiver
- White Magic
- Woods
- Sleepyrabbit